# Республиканское действие
Республиканское действие (исп. Acción Republicana, AR) — левоцентристская леволиберальная партия, основанная в 1925 году журналистом, писателем и политиком Мануэлем Асанья Диасом и его другом, учёным-химиком Хосе Хиралем и Перейра. Официально учреждение партии произошло уже после свержения монархии на общем собрании, состоявшимся в Мадриде в мае 1931 года.

## История

### Диктатура Примо де Ривера
Журналист и писатель Мануэль Асанья Диас занялся политикой в 34 года, в 1914 году вступив в умеренно-республиканскую Реформистскую партию, лидером которой являлся Мелькиадес Альварес. В 1918 и 1923 годах он неудачно баллотировался в парламент от Толедо. В 1918 году принял участие в неудачной попытке создания Испанского демократического союза.
Уже время диктатуры Примо де Ривера Асанья, будучи редактором мадридского журнала «Испания» (исп. España), закрытого в марте 1924 года, раскритиковал старых республиканцев, таких как Алехандро Леррус или Бласко Ибаньес, ратуя за новый республиканизм. В мае 1924 года он опубликовал «Обращение к Республике» (исп. Apelación a la República) — энергичное воззвание, в котором призывал создать новый союз республиканцев и социалистов для совместной борьбы против диктатуры. Эти инициативы Асаньи нашли своих сторонников, приведя в начале 1925 года к созданию республиканской и антиклерикальной группы под названием Политическое действие (исп. Acción Politica, AP), выступавшей за децентрализацию, аграрную и военную реформы. В мае того же года группа была переименована в Республиканское действие. В её создании приняли участие ряд видных испанских интеллектуалов, среди которых были как соратники Асаньи по Реформистской партии, такие как Хосе Хираль и писатель и журналист Рамон Перес де Айала, так и не состоявшие в ней юрист и правовед Луис Хименес де Асуа, писатель Луис Аракистайн (позднее социалист), физик и математик Онорато де Кастро Бонель и профессор административного права Энрике Марти и Хара. В условиях диктатуры деятельность организации была значительно осложнена. Так, свой первый Национальный комитет под руководством Асаньи партии удалось сформировать только в 1930 году.
11 февраля 1926 года, в день годовщины провозглашения Первой Испанской республики Республиканское действие приняло участие в создании Республиканского альянса (исп. Alianza Republicana), в который также вошли Радикальная республиканская партия Алехандро Лерруса, Федеральная республиканская партия и Партия Каталонская республика. Участники альянса провозгласили своей целью борьбу за провозглашение республиканского режима, для чего планировалось избрать всеобщим голосованием учредительное собрание. Республиканский альянс участвовал в двух попытках свергнуть режим Примо де Риверы, в июне 1926 года и в январе 1929 года. В 1929 году альянс покинули федеральные республиканцы и радикалы Лерруса.
17 августа 1930 года, в момент глубочайшего кризиса общественного доверия к испанской монархии, Асанья и Хираль были среди подписантов «Пакта в Сан-Себастьяне», участники которого, крупнейшие республиканские партии Испании, образовали «Республиканский революционный комитет», что по мнению историков стало «центральным событием оппозиции монархии Альфонсо XIII». Возглавил комитет известный праволиберальный политик Нисето Алькала Самора, в прошлом монархист, позднее ставший первым президентом Испанской республики. В 1931 году, после отречения короля и провозглашения в Испании республики, комитет стал первым временным правительством Второй республики, в котором Асанья получил пост военного министра.

### Вторая республика
В выборах в Учредительное собрание партия участвовала в составе широкой коалиции Союз республиканцев и социалистов, объединившей силы разной ориентации — от марксистов до правых либералов. Получив 26 мест, Республиканское действие стало пятой по силе партией в парламенте.
В ходе парламентских дебатов по вопросу принятия новой конституции в Республиканское действие поддержало проект, представленный Конституционным комитетом. Партия придерживалась социалистического тренда («мы чувствуем справедливость требований социалистов, социалистической политики») и автономистской тенденции («впервые в истории у нас есть Конституция, которая отвечает внутренней структуре нашей страны»), но без ущерба для национального единства. Один из видных деятелей Республиканского действия, Клаудио Санчес Альборнос, во время обсуждения проекта конституции высказался за радикальную трансформацию.
В октябре 1931 года Асанья возглавил второе в истории республики временное правительство, сформировав его на базе левоцентристской коалиции, в которую помимо Республиканского действия вошли социалисты, радикалы, радикал-социалисты, галисийские и каталонские автономисты.
Асанья возглавлял правительство в общей сложности почти два года, 699 дней, с 14 октября 1931 года по 12 сентября 1933 года. За это время сменилось три кабинета, которые постепенно становились всё левее. Так, уже во II кабинет Асаньи не вошли центристские радикалы Алехандро Лерруса и умеренные автономисты из Партии Каталонская республика, которых сменили более радикальные левые республиканцы Каталонии. Годы правления Асаньи (1931—1933) вошли в историю Испании как «Реформистское двухлетие». Именно в это время были приняты республиканская конституция, Статут об автономии Каталонии и закон о конфессиях и правах религиозных общин, женщинам предоставили право голосовать, проведена образовательная реформа, в рамках которой были закрыты церковные школы и открыто большое количество светских, начаты военная и аграрная реформы.
Реформистская политика премьера Асаньи вызвала недовольство как со стороны ультралевых, требовавших более радикальных и глубоких реформ, так и со стороны правых. 10 августа 1932 года командующий карабинерами (пограничниками и таможенниками) генерал Хосе Санхурхо и Саканель предпринял неудачную попытку свергнуть республиканский мятеж. В январе 1933 года удар по молодой республике был нанесён слева, анархисты подняли мятеж в деревне Касас-Вьехас в провинции Кадис, жестоко подавленный «асальто», специальными полицейскими силами, сформированными для защиты республики из офицеров и рядовых, особо верных новому режиму. Всё это, а также растущая парламентская оппозиция привели в конце концов к отставке Асаньи.
Противостояние левых и правых в парламенте достигло апогея. Новому премьеру, лидеру центристской Радикальной республиканской партии Алехандро Леррусу не удалось сформировать стабильное правительство. В результате, премьером на время выборов стал радикал Диего Мартинес Баррио. Парламентские выборы 19 ноября 1933 года оказались для левых республиканцев провальными. Правые и монархисты завоевали в общей сложности 197 мест, ещё 138 мест получили центристы и правые республиканцы, в то время как левые республиканцы (без учёта марксистов) смогли выиграть лишь 13 мандатов, из них 5 досталось Республиканскому действию.
В следующем 1934 году Республиканское действие, Автономная галисийская республиканская организация и независимые радикал-социалисты Марсело Доминго объединились, сформировав новую партию, названную Республиканская левая (исп. Izquierda Republicana).

## Участие в правительстве
В период с 1931 по 1933 год три члена Республиканского действия занимали посты в правительстве:
- Мануэль Асанья Диас, военный министр (14 апреля 1931 — 12 сентября 1933) и премьер-министр (14 октября 1931 — 12 сентября 1933).
- Хосе Хираль и Перейра, морской министр (14 октября 1931 — 12 июня 1933).
- Клаудио Санчес-Альборнос, министр иностранных дел (12 сентября 1933 — 16 декабря 1933).

## Результаты на выборах
| Выборы                       | Мандаты   | Мандаты    | Мандаты | Примечания                                           |
| Выборы                       | Кол-во    | +/-        | %       | Примечания                                           |
| ---------------------------- | --------- | ---------- | ------- | ---------------------------------------------------- |
| Парламентские выборы 1931    | 26 из 470 | Первый раз | 5,53    | В составе коалиции Союз республиканцев и социалистов |
| Парламентские выборы 1933    | 5 из 473  | ▼ 21       | 1,06    | В союзе с независимыми радикал-социалистами          |
| Источник: Historia Electoral |           |            |         |                                                      |